# Торбалан (филм)
„Торбалан“ (на английски: The Boogeyman) е  американски филм на ужасите от 2023 г. на режисьора Роб Савидж, а сценарият е на Скот Бек, Браян Удс и Марк Хейман, базиран е на едноименния кратък разказ, написан от Стивън Кинг през 1973 г. Във филма участват Софи Тачър, Крис Месина, Вивиън Лайра Блеър, Мадисън Хю, Дейвид Дастмалчиан и Джейни Вердин.
Снимките се проведоха през февруари 2022 г. в Ню Орлиънс. Премиерата на филма се състои в САЩ на 2 юни 2023 г. Филмът получава смесени отзиви от критиците и печели 39 млн. щ.д. в световен мащаб.

## Актьорски състав
- Софи Тачър – Сейди[9]
- Крис Месина – Уил[9]
- Вивиън Лайра Блеър – Сойер[9]
- Марин Айърланд – Рита[9]
- Мадисън Хю[9]
- ЛисаГей Хамилтън
- Дейвид Дастмалчиан – Лестър[9]

## Продукция
„Торбалан“ е филмова адаптация по едноименния кратък разказ през 1973 г., написан от Стивън Кинг. На 26 юни 2018 г. е обявено, че кинодейците Скот Бек и Зак Удс ще напишат сценария, докато Шон Леви, Дан Ливайн и Дан Коен продуцират за „21 Лапс Ентъртейнмънт“, а разпространител да е „Туентиът Сенчъри Фокс“. Въпреки това, през 2019 г., след закупуването на Фокс от Дисни, филмът бе отменен, заедно с другите филми в разработка. През ноември 2021 г., филмът е прероден, и е обявено, че Роб Савидж ще е режисьор на филма, сценарият ще е на Марк Хеймън, а разпространител ще е стрийминг услугата Hulu. В началото на 2022 г. Софи Тачър, Крис Месина, Дейвид Дастмалчиан, Марин Айрълънд, Вивиън Лайра Блеър и Мадисън Хю са добавени в актьорския състав. Снимките се проведоха през февруари 2022 г. в Ню Орлиънс. Патрик Йонсон композира музиката към филма.